# Orbital Sciences X-34
Orbital Sciences X-34 je bilo večkrat uporabljivo brezpilotno vesoljsko plovilo, ki naj bi testiralo tehnologijo za program Reusable Launch Vehicle. X-34 naj bi omogočil precej nižje cene kot običajne rakete. NASA je leta 2001 preklicala program. 